# Средноезична съгласна
Средноезичните съгласни (дорсални консонанти) са съгласни, които се учленяват с горната средна част на езика. Обхващат няколко основни места на учленение – небни, заднонебни и мъжечни.